# Лакшман, Шанкар
Шанкар Лакшман (англ. Shankar Lakshman, 7 июля 1933, Мхов, Британская Индия — 29 апреля 2006, Мхов, Индия) — индийский хоккеист (хоккей на траве), вратарь. Двукратный олимпийский чемпион 1952 и 1964 годов, серебряный призёр летних Олимпийских игр 1960 года.

## Биография
Шанкар Лакшман родился 7 июля 1933 года в индийском населённом пункте Мхов.
В юные годы играл в футбол. Покинув школу, в 1947 году присоединился к индийской армии, войдя в состав оркестра. Служил в 5-м батальоне лёгкой пехоты Маратхи. В армии переключился на хоккей на траве, с 1955 года играл за «Сервисез» из Нью-Дели.
В 1956 году вошёл в состав сборной Индии по хоккею на траве на Олимпийских играх в Мельбурне и завоевал золотую медаль. Играл на позиции вратаря, провёл 4 матча, мячей не пропускал.
В 1960 году вошёл в состав сборной Индии по хоккею на траве на Олимпийских играх в Риме и завоевал серебряную медаль. Играл на позиции вратаря, провёл 6 матчей, пропустил 2 мяча (по одному от сборных Нидерландов и Пакистана).
В 1964 году вошёл в состав сборной Индии по хоккею на траве на Олимпийских играх в Токио и завоевал золотую медаль. Играл на позиции вратаря, провёл 9 матчей, пропустил 5 мячей (по одному от сборных ОГК, Испании, Малайзии, Нидерландов и Австралии).
В 1964 году удостоен премии «Арджуна» за высокие достижения в спорте.
В 1966 году в составе сборной Индии по хоккею на траве завоевал золотую медаль летних Азиатских игр в Бангкоке. Был капитаном команды. В 1958 и 1962 годах выигрывал серебро на Азиадах в Токио и Джакарте.
В 1967 году удостоен правительственной награды «Падма Шри».
Лакшман обладал отличной реакцией и умением правильно выбирать позицию в воротах.
Пропустил отборочный турнир летних Олимпийских игр 1968 года и вскоре оставил хоккей. По окончании игровой карьеры оставался на армейской службе. Ушёл в отставку в 1979 году в звании капитана.
В конце жизни жил в нужде. После того как у Лакшмана обнаружили гангрену ноги, он обратился к руководству индийского хоккея, но не получил поддержки. Врачи предложили ампутацию, но хоккеиста бесплатно лечил гомеопатическими препаратами его друг. Правительство штата Мадхья-Прадеш выделило Лакшману 25 тысяч рупий на лечение, что было очень скромной суммой.
Умер 29 апреля 2006 года в Мхове после борьбы с гангреной. Кремирован в Мхове с полными воинскими почестями.
В 2016 году награждён премией Дхиана Чанда посмертно.

## Семья
Был женат, растил сына и трёх дочерей.

## Память
В Мхове стадион пехотной части назван именем почётного капитана Шанкара Лакшмана.